# Мансур Яваш
Мансур Яваш (тур. Mansur Yavaş, вимова турецькою: [mɑnˈsuɾ jɑˈvɑʃ]; 23 травня 1955) — турецький юрист і політик, який наразі є мером Анкари, обіймаючи цю посаду з квітня 2019 року. Він був обраний на місцевих виборах 2019 року як кандидат від Національного альянсу, опозиційного партійного блоку, сформованого Республіканською народною партією (CHP) і Хорошою партією .
Юрист за фахом, Яваш спочатку прийшов у політику як політик-націоналіст. Його було обрано мером від Партії націоналістичного руху (MHP) Бейпазари, району Анкари, на місцевих виборах 1999 року . Він працював до 2009 року і покинув MHP у 2013 році. Того ж року він приєднався до Республіканської Народної партії (CHP) і був кандидатом від CHP у мери Анкари на місцевих виборах 2014 року, де за офіційними результатами він відстав від переможця на 1 відсотковий пункт. Вибори були оскаржені та навіть передані до Європейського суду з прав людини через нібито фальсифікації та порушення. Незважаючи на те, що він ненадовго залишив CHP, Яваш повернувся в політику перед місцевими виборами 2019 року, щоб знову висунути свою кандидатуру від CHP, цього разу за підтримки Хорошої партії (яка сформувала Національний альянс разом з CHP). Його обрали з результатом 50,9% голосів.
Яваш отримав похвалу за боротьбу з пандемією COVID-19 в Анкарі, де він оголосив, що заробітна плата муніципальним працівникам продовжуватиме виплачуватися, а вуличних собак і котів продовжуватимуть годувати, незважаючи на закриття ресторанів і кафе.  Йому також приписують суттєве скорочення дефіциту бюджету муніципалітету шляхом викорінення видатків, які вважаються «марнотратними».
За словами Піара Араштирми, у 2020 році Яваш мав рейтинг схвалення 73,2%, що було вище, ніж у мера Стамбула Екрема Імамоглу чи Президента Туреччини Реджепа Тайіпа Ердогана, і найвищий серед мерів, що були в опитуванні.  Мансур Яваш також наразі має найвищий рейтинг схвалення з усіх турецьких політиків – 61%.  Згідно з опитуваннями, він є найсильнішим кандидатом проти Реджепа Таїпа Ердогана на президентських виборах у Туреччині 2023 року з перевагою в 28% у другому турі; з цією перевагою його шанси перемогти Ердогана зрівняються з шансами іншого можливого спільного кандидата від опозиції, мера Стамбула Екрема Імамоглу.
Мансур Яваш отримав премію World Mayor Capital Award 2021. 

## Ранні роки і освіта
Яваш народився в місті Бейпазари, районі провінції Анкара в Туреччині . Його батько був колишнім теслею, який займався продажем газет, у якому Яваш працював рознощиком газет. Він отримав початкову та середню освіту в Бейпазари, а в 1979 році почав навчатися в Стамбульському університеті, який закінчив зі дипломом юриста в 1983 році. Після проходження строкової військової служби військовим прокурором Яваш повернувся в Бейпазари і почав практикувати як приватний адвокат.

## Початок політичної кар'єри
У 1989 році Яваш був обраний членом муніципальної ради Бейпазари. Він невдало балотувався на посаду мера Бейпазари в 1994 році. Яваш продовжував свою юридичну практику та був членом ради до 18 квітня 1999 року, коли він знову балотувався та був обраний мером, набравши 51% голосів.

### Місцеві вибори в Туреччині 2014 року
Яваш був кандидатом від Республіканської народної партії на посаду мера Анкари на місцевих виборах у Туреччині, які відбулися 30 березня 2014 року. О 20:30 за місцевим часом у день виборів, після завершення голосування та підрахунку голосів, він провів прес-конференцію, оголосивши про перемогу та закликавши своїх прихильників залишатися на виборчих дільницях для спостереження за підрахунком, незважаючи на дуже несприятливу попередню інформацію про результати від інформаційної агенції Anadolu. 1 квітня 2014 року Яваш провів прес-конференцію, на якій звинуватив державне інформаційне агентство Anadolu у навмисній затримці трансляції підрахунку голосів із районів із сильною підтримкою Республіканської народної партії, щоб перешкодити спостерігачам продовжувати стежити за підрахунком. Яваш заявив, що його кампанія подала заперечення місцевим виборчим органам щодо численних порушень і закликав своїх прихильників, які зібралися перед Центральною виборчою комісією Туреччини, зберігати спокій.

### Місцеві вибори в Туреччині 2019 року

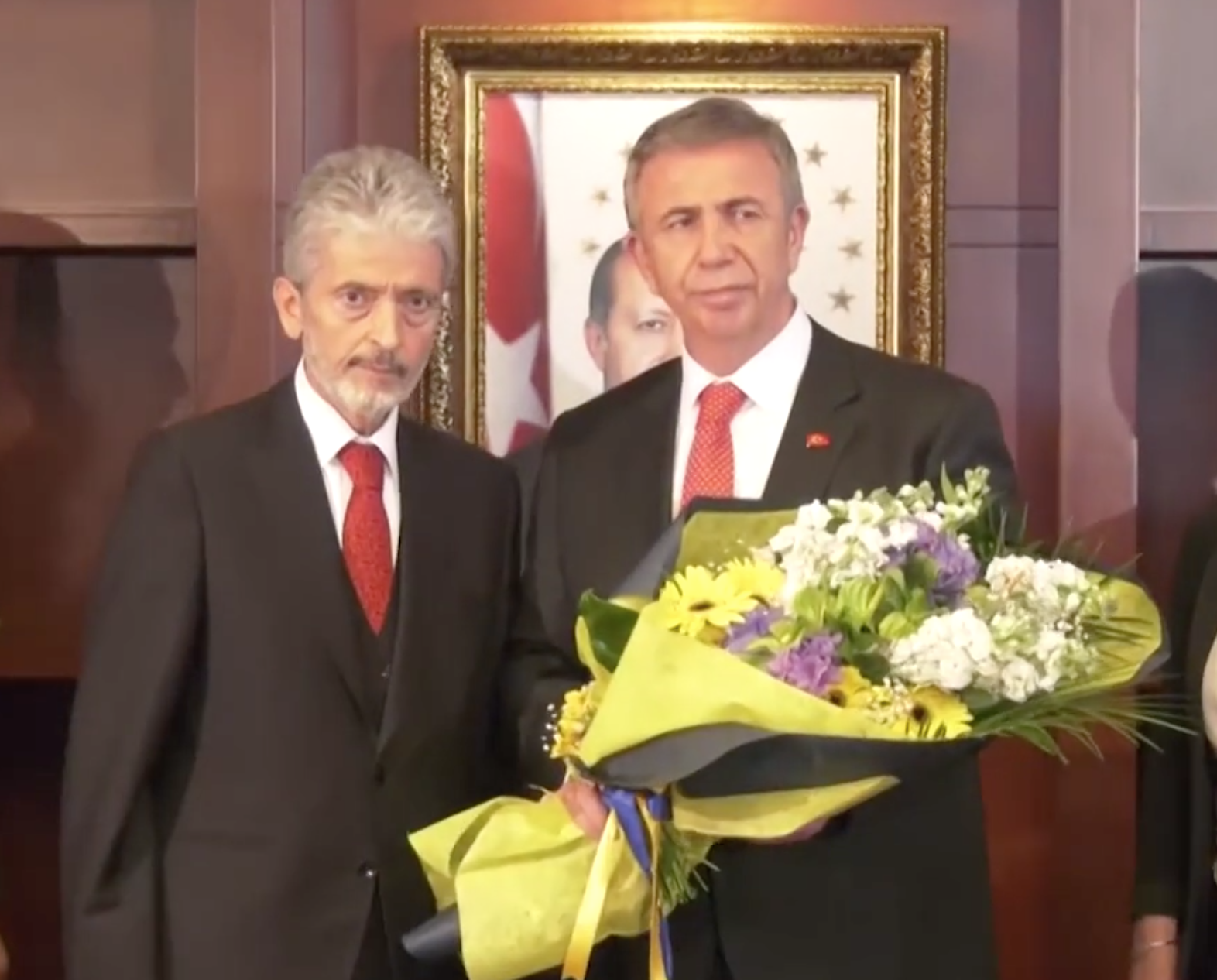
Мансур Яваш переймає посаду мера Анкари від мера Мустафи Туни, який покидає свою посаду, під час офіційної церемонії 8 квітня 2019 р.

Незважаючи на те, що раніше він вийшов із партії через нездатність скасувати порушення на попередніх виборах у 2014 році, Яваш оголосив про свій намір знову приєднатися до партії та знову висувати свою кандидатуру на посаду мера Анкари. Згодом він був оголошений кандидатом від CHP за підтримки Хорошої партії, що зробило його спільним кандидатом від Національного альянсу . Яваш розпочав свою кампанію із значною перевагою над своїм суперником із Народного альянсу Мехметом Ожасекі .
Під час кампанії Яваша звинуватили в шахрайстві, підробці документів і шантажі через повторні судові справи, які були порушені в 2009 році. Позови були подані Партією справедливості та розвитку (AKP) його суперника, причому Яваш стверджував, що особа, яка висунула звинувачення, мала низку судимостей і розслідування жорстокого поводження з дітьми. У той час як його опоненти ставили під сумнів його легітимність у світлі цих звинувачень, його прихильники вважали звинувачення політично вмотивованими та безпідставними.
На виборах 31 березня Яваш став першим мером Анкари від CHP після 25 років правління AKP (і її попередниці Партії чесноти), набравши 50,9% голосів у порівнянні з 47,1% у свого суперника. Він вступив на посаду 8 квітня 2019 року після того, як перерахунок кількох бюлетенів не зміг скоротити розрив між ним і Ожасекі.

## Мер Анкари
Яваш розпочав свій термін на посаді мера, заморозивши наймання муніципального персоналу, поки тривають розслідування щодо корупції  серед його попередників з Партії справедливості та розвитку (AKP). Він також змінив двох високопоставлених муніципальних державних службовців. Його також похвалили за те, що він наказав ретельно очистити статую Мустафи Кемаля Ататюрка в районі Улус Анкари, до якої недбало ставилися попередні мери.
13 квітня 2019 року підконтрольна AKP муніципальна рада Анкари спробувала позбавити мера деяких повноважень і делегувати їх раді. Яваш заявив, що спроба захоплення влади була незаконною та суперечила статуту ради, використовуючи свою виконавчу владу, щоб відхилити запропоновані зміни. Яваш також розкритикував політику його попередників з AKP щодо передачі муніципальних контрактів збитковим компаніям через політичні уподобання.
Завдяки своїй роботі він отримав популярність у всій Туреччині. Опитування, проведені в країні наприкінці 2020 року, показали, що Яваш переміг би, якби протистояв Ердогану на потенційних президентських виборах.
Яваша широко хвалять за його ефективний і швидкий «100-денний план», який висвітлили медія по всій Туреччині. Мансур Яваш поклав край системі захоплення влади родиною або друзями, якою користувалася AKP. Яваш вважав, що Анкара опинилася в боргах через некомпетентних політиків, які прийшли до влади через свою приналежність до AKP, а не через заслуги. Мансур Яваш розпочав національний благодійний проект, який давав хліб бідним людям у Туреччині під час пандемії COVID-19, але це було зупинено президентом Ердоганом, а прихильники AKP спробували зламати проект. Мансур Яваш зробив транспорт у агломерації Анкари безкоштовним під час національних і релігійних свят. Ще більш відомо стало, що Яваш позбувся розкішних джипів і автомобілів, які були придбані для офісу в Анкарі Меліхом Гьокчеком . Натомість Мансур Яваш запропонував ці джипи парам, які одружуються в Анкарі, на день безкоштовно. Що стосується транспорту та інфраструктури, Яваш критикував AKP за «нехтування» цим питанням протягом «багатьох років», і з тих пір зв’язувався з різними фірмами, щоб побудувати та зберегти велосипедні маршрути та пішохідні тротуари, щоб заохотити громадян Анкари зменшити викиди викиди. Yavaş інвестував у торговельний ярмарок в Анкарі, щоб конкурувати з Кантонським ярмарком, найбільшою у світі виставкою, що проводиться в Китаї, що дозволить Анкарі прийняти найбільшу у світі виставку. Було висунуто умову встановлення в нових будинках столиці акумуляторів сонячної енергії та дощової води. У студентських будинках зробили 50-відсоткову знижку плати за воду.
Мансура Яваша похвалили за відвідування жертв землетрусу в Егейському морі 2020 року, тоді як президент Ердоган замість цього поїхав до Вану, щоб провести партійну конференцію.
Наприкінці 2020 року Яваш оголосив, що встановить безкоштовний Інтернет у 928 селах провінції Анкара протягом 45 днів.

## Особисте життя
Мансур Яваш одружився з Нурсен Яваш у 1986 році. У них є дві дочки: Армаган і Чаглаян.

## Дивитися також
- Екрем Імамоглу
- Меліх Гьокчек
- Мерал Акшенер
- Реджеп Таїп Ердоган

## Зовнішні посилання
- Офіційний сайт